# Calyptomyrmex nedjem
Calyptomyrmex nedjem (лат.) — вид мелких муравьёв рода Calyptomyrmex из подсемейства Myrmicinae (Formicidae). Африка (Зимбабве).

## Описание
Мелкие муравьи, длина тела около 3 мм. Длина головы (HL) от 0,68 до 0,70 мм, ширина (HW) от 0,68 до 0,70 мм. От других африканских видов рода отличается продольными бороздками головы с сетчатостью в затылочной части, но без треугольной поперечно-бороздатой области на лбу (которая развита у близкого вида Calyptomyrmex foreli). Длина скапуса усика (SL) от 0,42 до 0,44 мм. Основная окраска тела коричневого цвета. Голова и тело покрыты чешуевидными волосками. Проподеум угловатый, но без явных шипиков. Глаза мелкие (около 10 омматидиев в длинном ряду). На голове развиты глубокие усиковые бороздки, полностью вмещающие антенны. Усики самок и рабочих 12-члениковые с булавой из 3 вершинных члеников (у самцов усики 12-члениковые, но без булавы). Максиллярные щупики 2-члениковые, нижнечелюстные щупики из 2 члеников. Наличник широкий с двулопастным выступом (клипеальная вилка). Стебелёк между грудкой и брюшком состоит из двух члеников: петиолюса и постпетиолюса (последний четко отделен от брюшка), жало развито, куколки голые (без кокона). Петиоль, постпетиоль и брюшко пунктированные. Вид был впервые описан в 1981 году английским мирмекологом Барри Болтоном (B.Bolton, British Museum (Natural History), Лондон, Великобритания).